# Richard D. Mandell
Richard Donald „Dick“ Mandell  (* 19. Oktober 1929 in Gross Pointe Farms, Michigan; † 23. Juni 2013 in Columbia, South Carolina) war ein amerikanischer Historiker, Kunstsammler, Langstreckenläufer und Triathlet.

## Leben
Mandell  besuchte nach der örtlichen High School die nahe gelegene  Wayne State University, wo er seinen Bachelor-Abschluss machte und anschließend  zunächst Nachkriegseuropa, dann die ganze Welt ausgiebig bereiste. Da er durch den nahe gelegenen Lake Michigan frühzeitig Erfahrung mit Schiffen gesammelt hatte, arbeitete er häufig als Seemann auf Handelsschiffen. Er sprach am Ende der Grand Tour neben Englisch fließend Deutsch, Spanisch und Französisch und hatte auch Grundkenntnisse in weiteren Sprachen. Nun spezialisierte er sich in Geschichte und absolvierte 1959 den Master of Arts der University of Colorado, bevor er an der University of California, Berkeley in Europäischer Geschichte promovierte. Berkeley galt damals in Geschichte und Sozialwissenschaften als führende amerikanische Universität. In Berkeley machte er parallel auch einen Masterabschluss in Bibliothekswissenschaft und arbeitete als Bibliograph für das Historische Seminar. 1963 wechselte er als Associate Professor für Geschichte an die University of Toronto. 1966 wechselte er auf eine ordentliche Professur für moderne europäische Geschichte an die University of South Carolina (Columbia), wo er bis zu seiner Emeritierung 1992 als Distinguished Professor blieb.

## Wissenschaftliches Werk
Mit seiner Dissertation über die kulturelle Bedeutung der Weltausstellung Paris 1900 wurde Mandell mit den Olympischen Spielen 1900 konfrontiert. Ausgehend hiervon publizierte er eine Biographie Pierre de Coubertins, der seine Spiele mit der Weltausstellung verbunden hatte. Rechtzeitig vor den Olympischen Spielen in München verfasste er mit den Nazi Olympics sein in viele Sprachen übersetztes Werk, das die amerikanische Perspektive der Spiele in den Mittelpunkt stellte. Eingeladen von Willi Daume, besuchte er die Olympischen  Spiele in München 1972 und publizierte sein Tagebuch. Mit Henning Eichberg, Arnd Krüger, Allen Guttmann, John McClelland und Fredi Chiappelli von Zdekauer initiierte er die internationale Diskussion um die Anfänge des modernen Sports, die er mit seiner Kulturgeschichte des Sports monographisch zusammenfasste. Mit dem Professor Game, in dem er die Leibeserzieher im Kontext der Universität als unakademisch und sexbesessen darstellte, verabschiedete er sich aus der Sportgeschichte.

## Sportler
Aus Anlass seines 60. Geburtstags fuhr Mandell mit dem Rennrad von New York City nach San Francisco (= 4800 km) in 24 Tagen. Anschließend beteiligte er sich regelmäßig an Altersklassenwettkämpfen im Langstreckenlauf, Radrennen und Triathlon. Er hält noch immer (April 2013) alle Laufrekorde von South Carolina der Ü70 und Ü75 von 800 m bis 5000 m. 2005 war er Altersklassen-Weltmeister  (Ü75) im Sprinttriathlon   (Schwimmen 500 yards, Fahrrad 20 km, Laufen 5 km in 1:28:38). 2007 gewann er den Lake Murray Triathlon (750y-50-km-5 km) als ältester Teilnehmer in der Ü75.

## Kunstsammler
Ausgehend von seinen Kenntnissen der Kunst und Architektur bei der Weltausstellung 1900 kaufte Mandell in Columbia, SC zunächst Ein-Familien- später größere Häuser dieser Zeit mit guter Bausubstanz, ließ sie renovieren und verkaufte sie. Er trug damit wesentlich zur Gentrifikation der Hauptstadt South Carolinas bei, wo seine Frau Betty, mit der er seit 1952 verheiratet war, im Stadtrat saß. Bei seinen Besuchen in Europa begann er systematisch Bronzestatuen (Art Nouveau)  vor allem in Ost-Berlin und Prag zu kaufen und in New York zu verkaufen. Besonders schöne Stücke behielt er und stellte sie auch aus. Er verband sein Kunst- und Fahrradinteresse als Kurator einer Ausstellung zum Fahrraddesign. Er bereiste Guatemala kaufte/verkaufte Kunsthandwerk und stellte die schönsten Stücke aus. Bei seinen Reisen in Guatemala fand er durch Kontakte mit den örtlichen Bauern 1999 einen der größten blauen Jade-Steine (ca. 300 Tonnen), den Schmuckstein der Olmeken,  die je gefunden wurden.  Hierüber referierte er u. a. 2003  in der South Carolina Academy of Science.